# Soldiers of Anarchy
Soldiers of Anarchy – komputerowa strategiczna gra czasu rzeczywistego wyprodukowana przez niemieckie studio Silver Style oraz wydana przez Simon & Schuster na platformę PC 25 października 2002.

## Fabuła
Akcja gry ma miejsce w post–apokaliptycznym świecie przyszłości.

## Rozgrywka
Gra została podzielona na dwadzieścia misji. Gracz może dowodzić 23 typami jednostek takich jak m.in.: czołgi, transportery opancerzone i śmigłowce. Gracz może operować wojskami w różnych terenach: lasach, wyżynach i nizinach czy górach, a także różnych warunkach atmosferycznych jakimi są m.in.: deszcz i śnieg.
Udostępniony został edytor scenariuszy.
W grze zwarty został tryb gry wieloosobowej umożliwiający grę w sieci lokalnej lub przez Internet.